# WikiLeaks
(Siddhartha, citato nella prima pagina di Wikileaks)
WikiLeaks (dall'inglese leak «perdita», «fuga [di notizie]») è un'organizzazione internazionale senza scopo di lucro che riceve in modo anonimo, grazie a un contenitore protetto da un potente sistema di cifratura, documenti coperti da segreto (di Stato, militare, industriale, bancario) e in seguito li carica sul proprio sito web. WikiLeaks riceve, in genere, documenti di carattere governativo o aziendale da fonti coperte dall'anonimato e da whistleblower. Il sito è stato fondato, tra gli altri, dall'attivista informatico Julian Assange, che ne è anche stato caporedattore fino al 2018, anno in cui gli è subentrato Kristinn Hrafnsson.
Il sito è curato da giornalisti, attivisti, scienziati, ma comunque i cittadini di ogni parte del mondo sono invitati a inviare materiale tenuto nascosto «che porti alla luce comportamenti non etici di governi e aziende». Gran parte dello staff del sito rimane anonimo, così come gli stessi fondatori del progetto.
L'obiettivo dell'organizzazione è di assicurare che gli informatori non vengano perseguiti per la diffusione di documenti riservati. L'organizzazione dichiara di verificare l'autenticità del materiale prima di pubblicarlo e di preservare l'anonimato degli informatori e di tutti coloro che sono implicati nella "fuga di notizie".
Nonostante il prefisso nominativo, il progetto non è un wiki e non ha alcun legame con Wikimedia Foundation, l'organizzazione senza fini di lucro che possiede i server di Wikipedia. WikiLeaks, per scelta, non ha alcuna sede ufficiale. Infatti vuole essere «una versione irrintracciabile di Wikipedia che consenta la pubblicazione e l'analisi di massa di documentazione riservata». Lo scopo ultimo è quello della trasparenza da parte dei governi quale garanzia di giustizia, di etica e di una più forte democrazia.

## Storia

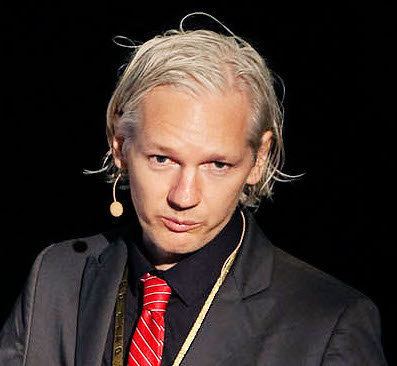
Julian Assange, il principale portavoce di WikiLeaks.

Il sito fece la sua prima apparizione su internet nel dicembre 2006, in occasione della pubblicazione di un documento che provava un complotto per assassinare i membri del governo somalo, firmato dallo sceicco Hassan Dahir Aweys. La grande fortuna di WikiLeaks è incominciata nel 2007, quando entrò a far parte dello staff di volontari un attivista che utilizzava il programma di anonimato Tor. Attraverso questo strumento, WikiLeaks intercettò milioni di conversazioni all'insaputa degli interessati. Tra essi vi erano degli hacker cinesi che ricercavano su internet informazioni sui governi occidentali. WikiLeaks cominciò a registrare tutto il loro traffico. Una piccola frazione fu pubblicata sul sito dell'organizzazione e fu utilizzata come lancio del progetto.
Lo staff, di cui l'australiano Julian Assange è il membro più noto e influente, affermò di avere in preparazione la pubblicazione di oltre 1.200.000 documenti riservati. Nella seconda metà del 2007 è stata pubblicata una cospicua documentazione, anche di grosso impatto per i media: si va da materiale sull'equipaggiamento militare nella guerra in Afghanistan fino a rivelazioni sulla corruzione in Kenya. La gestione del Campo di prigionia di Guantánamo è uno dei casi più celebri venuti alla conoscenza del grande pubblico grazie a WikiLeaks.
Nel 2008 il sito web è stato chiuso per decisione di un tribunale californiano dietro le pressioni della banca svizzera Julius Bär, ritenutasi diffamata da documenti che l'accusavano di supportare l'evasione fiscale e il riciclaggio di denaro sporco. Il 29 febbraio 2008, lo stesso giudice che lo aveva chiuso autorizzò la riapertura del sito web citando il primo emendamento e questioni riguardo alla giurisdizione. Il 5 marzo 2008 la banca rinunciò alla causa. Una successiva richiesta della banca di bloccare la pubblicazione del sito web fu negata.
Nel giugno del 2009 il sito aveva oltre 1.200 volontari registrati, fra cui un consiglio direttivo composto da Assange, Phillip Adams, Wang Dan, C. J. Hinke, Ben Laurie, Tashi Namgyal Khamsitsang, Xiao Qiang, Chico Whitaker e Wang Youcai.
Del 25 luglio 2010 è la notizia che WikiLeaks ha svelato ai quotidiani The New York Times e The Guardian e al settimanale tedesco Der Spiegel il contenuto di alcuni documenti riservati dai quali emergono aspetti nascosti della guerra in Afghanistan. Tra le altre cose, le suddette informazioni riguardano: l'uccisione di civili e l'occultamento dei loro cadaveri; l'esistenza di un'unità segreta americana dedita a "fermare o uccidere" talebani, anche senza un regolare processo; il doppio gioco del Pakistan — ufficialmente paese alleato degli Stati Uniti — i cui servizi segreti tessevano rapporti di collaborazione con i capi talebani per combattere l'operato militare statunitense e organizzare perfino complotti contro capi afghani.
Nel mese di ottobre 2010 il numero due dell'organizzazione, il tedesco Daniel Domscheit-Berg, ha rassegnato le dimissioni per dissidi con Assange. Il 7 dicembre 2010, dopo essersi costituito alle autorità, venne arrestato nel Regno Unito il fondatore del sito Julian Assange.
Il 2 febbraio 2011 Snorre Valen, parlamentare norvegese del Partito Socialista di Sinistra, ha candidato il sito al premio Nobel per la pace.

## Caratteristiche

### Tecnologia
Il sito internet utilizzava inizialmente una versione modificata del software MediaWiki - lo stesso software in uso anche sui server di Wikipedia - ma questa soluzione è stata abbandonata a partire dal 22 ottobre 2010 a seguito di una ristrutturazione del sito.
Dal dicembre 2010, la banca dati di WikiLeaks è ospitata in un centro dati gestito dall'Internet service provider svedese Bahnhof. Il centro - noto come Pionen White Mountains - è situato a Södermalm, un quartiere di Stoccolma, all'interno di un ex-rifugio anti-atomico ristrutturato.
La migliore tecnologia della squadra resta comunque quella impiegata nell'accorta gestione dei messaggi diretti che non passano dal medium Internet, anche nei momenti più difficili della vita del progetto e dei suoi artefici.

### Funzionamento
Per inviare un documento a WikiLeaks è necessario per prima cosa procedere alla sua cifratura, in maniera da rendere l'operazione il più anonima possibile. Si utilizza il software a doppia chiave PGP, un sistema di cifratura altamente sicuro.
Il personale di WikiLeaks verifica il documento ricevuto e poi provvede alla sua diffusione. Secondo dichiarazioni di Assange rese nel 2010, i documenti ricevuti sono controllati da un gruppo di cinque revisori con competenze in campi diversi (lingua, programmazione). La decisione finale circa la valutazione di un documento spetta allo stesso Assange.

### Il "file di assicurazione"
Il 29 luglio 2010 WikiLeaks ha aggiunto un file, denominato insurance.aes256 di 1,4 gigabyte alla pagina sulla guerra in Afghanistan. Il file è stato protetto con il sistema di crittazione Advanced Encryption Standard, con chiave a 256 bit, ed è stato reso pubblicamente disponibile sui circuiti di file sharing. Insurance.aes256 funge da "assicurazione": lo stesso Assange ha dichiarato che, in caso dovesse succedere qualcosa a lui o agli altri collaboratori di WikiLeaks, le chiavi per decrittare il file verranno automaticamente rese pubbliche in modo che chiunque possa accedere autonomamente alla documentazione. Non ci sarebbe allora alcun modo per fermare la diffusione di informazioni, che sarebbe istantanea, poiché diverse persone hanno già la copia del file nei loro dischi rigidi.

## Pubblicazioni famose

### Gli "embassy cable"
Gli "embassy cables" o "diplomatic cables" pubblicati da wikileaks sono rapporti ufficiali scritti da funzionari e ambasciatori facenti capo al dipartimento di Stato americano, aventi come oggetto le interazioni tra funzionari americani o tra questi e ambasciatori o funzionari di governi stranieri) . Ogni rapporto contiene un riassunto iniziale e poi i dettagli su determinati eventi o incontri. Fanno il giro delle agenzie governative, delle ambasciate e dei ministeri, ciascun documento secondo il suo livello di riservatezza, e servono a informare l'apparato diplomatico americano a Washington e in giro per il mondo sull'evoluzione degli scenari politici globali. Ogni rapporto è contrassegnato da una sigla che indica il grado di riservatezza. 

### Afghanistan war logs
Il 25 luglio 2010 WikiLeaks pubblica una raccolta di 91.731 documenti militari relativi alla guerra in Afghanistan. I documenti ricoprono un periodo che va dal gennaio 2004 al dicembre 2009 e vengono pubblicati dal Guardian, dal New York Times e da Der Spiegel, che verificano l'autenticità del materiale. La diffusione di tali documenti riservati, considerata una delle più estese nella storia militare degli Stati Uniti d'America, rivela informazioni sull'uccisione di civili da parte di truppe statunitensi e britanniche, e l'azione di sostegno di Pakistan e Iran ai talebani. Le rivelazioni, che evidenziano una sottovalutazione delle forze talebane, arrivano in uno dei momenti peggiori per l'esercito statunitense dall'inizio dell'occupazione in quanto a perdite: solo nel giugno 2010 si registra l'uccisione di 100 soldati americani.

### Iraq War Logs
Il 5 aprile 2010, durante una conferenza stampa a Washington, WikiLeaks diffonde un video di 17 minuti che mostra l'assassinio di almeno dodici civili iracheni, tra cui due giornalisti della Reuters, in un attacco messo in atto da due elicotteri Apache statunitensi, che avevano confuso la videocamera dei giornalisti con un'arma il 12 luglio 2007. L'autenticità del video, chiamato Collateral Murder, è stata confermata da un militare americano. Nel maggio dello stesso anno Manning, soldato dell'esercito americano, viene arrestato con l'accusa di aver divulgato il video e altre centinaia di migliaia di documenti riservati. In un'intervista al The Guardian del dicembre 2010, Julian Assange l'ha definita un'eroina.
Nell'ottobre 2010 WikiLeaks diffonde più di 300.000 documenti riservati dell'esercito statunitense che rivelano gravi inadempienze delle autorità statunitensi nel perseguire abusi, torture e violenze perpetrate durante la guerra in Iraq. La divulgazione dei documenti ha rivelato anche la morte di oltre 15.000 civili in circostanze sconosciute e numerosi casi di torture da parte di militari iracheni ignorate dall'esercito statunitense.

### Ilcablegate2010
A partire dal 28 novembre 2010 il sito ha pubblicato un'ingente rassegna di documenti riservati che hanno come focus l'operato del governo e della diplomazia statunitense nel mondo. Si tratta, stando a WikiLeaks stessa, della diffusione non autorizzata di 251.287 documenti contenenti informazioni confidenziali inviate da 274 ambasciate americane in tutto il mondo al dipartimento di Stato degli Stati Uniti a Washington. La pubblicazione dei documenti, che coprono il periodo fra il 1966 e febbraio 2010, è prevista per i mesi successivi al dicembre 2010. Inizialmente il sito ne ha resi pubblici 300. Fra i documenti ne risulterebbero 133.887 "non classificati", 101.748 con la dicitura confidential (riservato) e 15.652 a livello superiore "secret" (segreto) ma nessun top secret. I documenti sono stati distribuiti da WikiLeaks a quattro quotidiani (El País, Le Monde, The Guardian e The New York Times) e un settimanale (Der Spiegel) che ne hanno pubblicato una prima serie (220 documenti) il 28 novembre 2010.
Nei documenti sono incluse valutazioni sul comportamento pubblico e privato di capi di Stato europei, sui rapporti tra Stati Uniti ed Estremo Oriente e sulle posizioni dei più importanti Stati alleati inclusa l'Arabia Saudita, principale fiancheggiatore degli Stati Uniti e nel contempo, segretamente, principale finanziatore della rete terroristica di Al-Qaida. In tali comunicazioni gli ambasciatori riferiscono a Washington informazioni e opinioni su una molteplicità di personaggi di spicco di molti Stati. Tale fuga di notizie ha comportato un certo imbarazzo all'amministrazione americana per via dei contenuti di carattere riservato e non sempre propriamente elogiativi nei confronti dei soggetti sottoposti all'attenzione. Fra tali soggetti vi sono l'ex presidente del consiglio italiano Berlusconi, l'ex presidente francese Sarkozy, quello russo Putin e quello kazako Nazarbaev.
A seguito di tale pubblicazione, il sito wikileaks.org ha subito ripetuti e imponenti attacchi informatici di tipo DDoS (Distribuited Denial of Service). Il Dipartimento di Stato USA ha inviato tramite i suoi legali una lettera di diffida all'avvocato di Assange, appellandosi all'illegalità insita nel semplice possesso di quei documenti da parte dei gestori di WikiLeaks, e negando al contempo ogni tentativo di negoziazione per bloccare la pubblicazione. Il governo statunitense e il Pentagono avevano già in precedenza bollato le rivelazioni come pericolose su vari fronti: per le fonti di informazioni confidenziali che verrebbero così perdute; per le operazioni di sicurezza nazionale, come quelle contro il terrorismo; per le relazioni diplomatiche degli Stati Uniti con gli alleati e la cooperazione internazionale su minacce di portata globale. Il 1º dicembre 2010, Barack Obama ha creato un organismo speciale denominato Interagency Policy Committee for WikiLeaks per contrastare eventuali altre fughe di documenti dagli uffici dell'amministrazione americana.
Il 2 dicembre 2010 EveryDNS.net, una società del gruppo Dyn Inc e fornitore del dominio wikileaks.org, ha reso noto di aver interrotto la fornitura per violazione di una clausola contrattuale rendendo impossibile il collegamento a quell'indirizzo. Successivamente il sito è stato sfrattato dai server di Amazon.com dovendo emigrare sui server mantenuti dal provider svedese Bahnhof.
Il 3 dicembre 2010 il sito WikiLeaks, attraverso la sua pagina su Twitter, ha accusato esplicitamente gli Stati Uniti di averlo oscurato. Attualmente il sito è ospitato su molteplici server in linea (al 10 dicembre 2010, 1559 mirror - solo parzialmente attivi - creati in risposta alla campagna di mass-mirroring lanciata da WikiLeaks il 4 dicembre 2010) ed è accessibile attraverso differenti nomi a dominio (come wikileaks.ch registrato dal Pirate Parties International) resi disponibili da vari provider DNS.
Il 4 dicembre 2010 sulla piattaforma sociale Twitter, WikiLeaks ha lanciato l'operazione "I'm WikiLeaks". Da quel momento sotto l'hashtag Twitter #imwikileaks centinaia di mirror hanno incominciato a diffondere a macchia d'olio i contenuti del sito web. L'intento è una decentralizzazione per impedire oscuramenti, in questo modo a WikiLeaks basterà essere in linea anche una sola ora al giorno e i mirror duplicheranno i contenuti. La hashtag su Twitter permette di avere dei mirror che nascono e muoiono continuamente a indirizzi diversi, eliminando così la possibilità di Denial of service.
Il 14 dicembre 2010 il Dipartimento di Giustizia degli Stati Uniti ha citato in giudizio Twitter, intimando di fornire informazioni sugli account iscritti o associati a WikiLeaks. Twitter ha deciso d'informare i propri utenti.
Le sommosse popolari in Tunisia scoppiate nel dicembre 2010 sono in parte riconducibili alla rivelazione di alcuni documenti confidenziali del cablegate.

#### Contenuto dei documenti
Qui di seguito sono pubblicate le informazioni della prima serie di documenti pubblicati il 28 novembre 2010, i documenti contengono in alcuni casi i punti di vista e le opinioni personali di diplomatici statunitensi e ambasciatori in servizio presso le ambasciate. Inoltre, a volte, vi sarebbero riportati colloqui con rappresentanti di governo non statunitensi che hanno rapporti diplomatici con gli Stati Uniti:

##### Analisi diplomatica deileaderstranieri
- Silvio Berlusconi è stato definito dalla ambasciata americana a Roma un leader "inefficace" che spende le sue energie in feste notturne, le quali non gli permetterebbero di riposarsi abbastanza. Il diplomatico statunitense, autore del documento, definisce il presidente "incapace, vanitoso e inefficace come moderno leader europeo"[57]. L'ambasciatore statunitense David H. Thorne ha riferito che Berlusconi, durante un incontro tenutosi ad Arcore il 30 dicembre 2009, alla presenza di Gianni Letta, avrebbe affermato di poter contare su alleati nell'opposizione tra cui Pier Luigi Bersani per la riforma sulla giustizia.[58][59] In un cablogramma del 3 febbraio 2010 Thorne ha criticato la legge Romani dichiarando che questa favorirebbe il governo Berlusconi e Mediaset, atteggiamento secondo Thorne utilizzato sin dai tempi di Craxi.[60]
- Il rapporto tra Silvio Berlusconi e Vladimir Putin sarebbe oggetto di un'attenta osservazione da parte dei diplomatici statunitensi. La loro relazione è stata giudicata di natura confidenziale, anche a causa dello scambio di "regali generosi", e foriera di redditizi contratti energetici tra Eni e Gazprom. La descrizione data di Berlusconi è che "sembra essere il portavoce di Putin in Europa", in quanto il Presidente del Consiglio italiano si farebbe portatore degli interessi russi in seno all'Unione Europea[61].
- Dmitrij Medvedev, il presidente russo, è stato descritto come "pallido" e "indeciso", che gioca a fare il "Robin del Batman Putin".[62]
- Il presidente francese Nicolas Sarkozy viene definito "un imperatore nudo" da tenere "sotto stretta sorveglianza".
- Critiche da parte del personale dell'ambasciata degli Stati Uniti ai loro governi ospitanti, Vladimir Putin è definito un "alpha dog" (maschio dominante), Hamid Karzai come "guidato da paranoia" e Angela Merkel come una leader che "evita il rischio e raramente è creativa"[63].
- Il leader libico Muʿammar Gheddafi viene definito un "ipocondriaco" e "abile politico" in grado di restare al potere per oltre quaranta anni. Inoltre sarebbe "ossessivamente dipendente da un piccolo gruppo di persone altamente fidato". Secondo la diplomazia Usa il leader libico non effettua viaggi o spostamenti senza una "formosa" infermiera ucraina[64].
- Secondo quanto riportato da WikiLeaks, Hillary Clinton indagò sulla salute mentale e fisica della presidente dell'Argentina Cristina Fernández de Kirchner definita "uno strumento di suo marito".[65]
- Robert Mugabe, presidente dello Zimbabwe, è stato descritto come il diavolo. Nel documento si legge che Mugabe è più intelligente e più spietato di qualsiasi altro politico in Zimbabwe.[66]

##### Spionaggio contro l'ONU
- Una direttiva del segretario di Stato Hillary Clinton ha ordinato ai diplomatici degli Stati Uniti di raccogliere le informazioni biometriche del segretario generale delle Nazioni Unite, Ban Ki-moon, e di alti funzionari delle Nazioni Unite, incluse le password e le chiavi di crittografia personale utilizzate nelle reti private e commerciali per le comunicazioni ufficiali.[67]

##### Corruzione in Afghanistan
- Secondo un documento dell'ambasciata americana a Kabul, Ahmad Zia Massoud, vice presidente dell'Afghanistan, è stato scoperto in possesso di 52 milioni di dollari in contanti che "gli è stato permesso di tenere senza rivelarne l'origine o la destinazione". La scoperta è stata fatta negli Emirati Arabi Uniti da parte delle autorità locali che lavorano con la Drug Enforcement Administration.[68]
- Da un documento che descrive gli incontri tra funzionari americani e Ahmed Wali Karzai, fratello del presidente dell'Afghanistan, di settembre 2009 e febbraio 2010, si legge quanto segue: "Discutendo con Ahmed Wali Karzai, capo del Consiglio provinciale, è risultato chiaro che fosse un corrotto e un trafficante di stupefacenti ". Prendendo atto di diverse dichiarazioni di Karzai riconosciute false, i documenti spiegavano: "Non sembra capire il livello delle nostre conoscenze sulle sue attività. Controlleremo le sue attività da vicino, e gli consegneremo periodicamente messaggi chiari".[68]
- La Germania ha interrogato gli Stati Uniti sull'uso del denaro versato dalla NATO come contributo per finanziare i soldati afghani. Secondo i documenti di protesta l'ambasciatore tedesco alla Nato chiede di conoscere la destinazione dei 50 milioni di euro versati lo scorso anno come contributo al fondo fiduciario per l'Esercito Nazionale Afghano. Il governo tedesco voleva sapere che fine avesse fatto il denaro, perché i progetti avviati non avanzassero e perché i militari americani avessero trattenuto il 15 per cento della somma.[69]

##### Questioni di politica europea
- L'ambasciatore georgiano a Roma ha detto a diplomatici statunitensi che il governo della Georgia crede che Putin abbia promesso a Berlusconi una percentuale sugli utili dei gasdotti sviluppati da Gazprom in coordinamento con Eni.[70]
- Funzionari degli Stati Uniti hanno fortemente avvertito la Germania nel 2007 di non far rispettare i mandati di cattura per gli ufficiali della CIA coinvolti in un'operazione sbagliata in cui Khalid El-Masri, un innocente cittadino tedesco con lo stesso nome di un sospetto militante, è stato erroneamente rapito e tenuto per mesi in Afghanistan. Un alto diplomatico americano ha detto a un ufficiale tedesco "che la nostra intenzione non era quella di minacciare la Germania, ma piuttosto di sollecitare che il governo tedesco pesi attentamente ogni passo nel cammino sulle implicazioni con le relazioni degli Stati Uniti"[71]
- Funzionari degli Stati Uniti hanno fatto pressione sulla Spagna per far abbandonare le indagini dei tribunali sulle consegne straordinarie della CIA, la tortura a Guantanamo Bay, e nel 2003 sull'uccisione da parte delle truppe americane di José Couso, un giornalista spagnolo, in Iraq.[72][73]
- Critiche alle operazioni militari del Regno Unito in Afghanistan[38].

##### Questioni mediorientali
- Un alleato non identificato dell'ex presidente iraniano Ali Akbar Hashemi Rafsanjani ha dichiarato che la Guida Suprema Ali Khamenei è malato terminale di leucemia e dovrebbe morire in pochi mesi.[74]
- L'intelligence degli Stati Uniti sostiene che l'Iran abbia ottenuto missili avanzati (derivati da un progetto russo) dalla Corea del Nord.
- Israele sarebbe pronto ad attaccare l'Iran entro il 2010 se questo si dotasse di armi nucleari.[75]
- Incoraggiamento da parte dei leader arabi per un attacco militare contro gli impianti nucleari in Iran: il re saudita Abdullah ha più volte esortato gli Stati Uniti ad attaccare gli impianti nucleari iraniani[76].
- La Siria avrebbe continuato a fornire armi a Hezbollah, nonostante la promessa di cessare le spedizioni[77].
- I donatori sauditi restano i finanziatori maggiori dei gruppi fondamentalisti islamici come Al Qaida[78].

##### Questioni asiatiche
- L'ambasciatore americano a Seul descrive in un documento che, nell'ipotesi di un eventuale collasso della Corea del Nord, i funzionari americani e sudcoreani hanno discusso della possibilità di una Corea unificata.
- La diplomazia americana è convinta che "la Cina è pronta ad abbandonare al suo destino la Corea del Nord".
- Presunti legami tra il governo russo e la criminalità organizzata; la Russia è stata etichettata come uno "stato mafioso".[79]
- Un contatto cinese ha detto all'ambasciata statunitense a Pechino che l'ufficio politico del Partito Comunista Cinese è responsabile di aver istigato l'attacco hacker a Google del gennaio 2010.[34]

##### Questioni sudamericane
- L'ambasciata statunitense in Honduras ha affermato in un documento che il colpo di Stato del 28 giugno 2009 era totalmente illegale, in contraddizione con la politica estera del suo paese che ha riconosciuto le elezioni organizzate nello stesso paese dal governo golpista.[80]
- Il ministro della Difesa brasiliano Nelson Jobim ha confermato che il Presidente della Bolivia, Evo Morales, è affetto da un grave tumore ai seni paranasali.[81]
- Un documento inviato dall'ambasciata degli Stati Uniti a Brasilia il 13 novembre 2009 ha riferito che il ministro della Difesa brasiliano Nelson Jobim "ha riconosciuto la presenza delle FARC in Venezuela".[82]

##### Altre questioni
- Nel luglio 2009 l'ambasciatore statunitense Robert Godec scrive in un dispaccio confidenziale che il regime tunisino di Ben Ali ha ormai perso contatto col popolo, non tollerando alcuna critica e ricorrendo alla polizia per preservare il proprio potere. Godec evidenzia inoltre l'alto livello di corruzione e il crescente discontento popolare.[83]
- Una spedizione illegale di uranio arricchito ha quasi causato un disastro ambientale nel 2009.[84]
- Si promettevano a governi ed esponenti politici danaro, favori, aiuti da parte del FMI (Fondo Monetario Internazionale) o la possibilità di avere un incontro riservato col presidente statunitense Barack Obama. In cambio si chiedeva l'impegno ad accettare nelle proprie carceri uno o più sospetti terroristi, detenuti a Guantanamo. Un vero e proprio baratto, o "bazar", come lo definisce il New York Times pubblicando nuove rivelazioni di WikiLeaks, con cui gli Stati Uniti avrebbero provato a risolvere un problema che li affligge da anni, cercando di convincere i propri alleati a dare loro una mano.[85]

- La multinazionale USA Pfizer avrebbe assoldato un investigatore privato per trovare atti di corruzione nei confronti del procuratore generale della Nigeria che deve esprimersi nei confronti di un noto caso giudiziario risalente a fatti accaduti nel corso di una epidemia di meningite nel 1996. Il contenzioso vede la stessa multinazionale accusata di crimini contro l'umanità per aver sperimentato un proprio farmaco (trovafloxacina) in modo non etico.[86][87][88]
- nel 2009 l'ambasciata statunitense ad Haiti si è schierata con le aziende tessili delle multinazionali statunitensi Levi's, Fruit of the Loom e Hanes contro una misura presa dal parlamento haitiano che prevedeva di alzare il salario minimo a 62 centesimi di dollaro l'ora.[89]

##### Le reazioni internazionali al caso
- In un comunicato delle Nazioni Unite si legge che l'ONU si basa sul rispetto della propria immunità da parte dei paesi membri. "L'ONU non è in grado di commentare l'autenticità del documento che richiede la raccolta di informazioni su funzionari delle Nazioni Unite e le loro attività", ma "per sua stessa natura" è "un'organizzazione trasparente che mette a disposizione del pubblico e degli Stati membri una grande quantità di informazioni".[90]
- Il portavoce del ministero degli affari esteri saudita, Osama al-Naqli ha detto riferendosi alle informazioni che "non ci riguardano" e che l'Arabia Saudita non ha alcuna prova dell'autenticità dei documenti e "non possiamo fare commenti su di loro."
- Il Capo di Gabinetto dell'Argentina, Horacio Rodríguez Larreta, ha detto che le notizie sono "una vergogna per la diplomazia americana" e che "gli USA dovranno dare molte spiegazioni, in molte nazioni e a tanta gente".[91]
- Il ministro degli Esteri canadese, Lawrence Cannon, ha condannato la fuga dicendo: "fughe irresponsabili come queste sono deplorevoli e non servono agli interessi nazionali di nessuno. Gli autori di queste fughe possono minacciare la nostra sicurezza nazionale."[92] Tom Flanagan, professore di Scienze Politiche all'Università di Calgary, ha suggerito in televisione che Assange dovrebbe essere assassinato e che Obama dovrebbe mettere una taglia su di lui.[93]
- Il ministro degli esteri giapponese Seiji Maehara riferendosi alla diffusione delle informazioni lo ha definito "mostruoso atto criminale".[94]
- Il presidente iraniano Mahmoud Ahmadinejad ha detto che "Non crediamo che queste informazioni siano trapelate per caso, pensiamo che sia stato tutto organizzato per pubblicare regolarmente questi documenti e che il tutto persegue fini politici."[95]
- Il primo ministro israeliano Benjamin Netanyahu ha detto che la fuga di informazioni riservate non ha danneggiato Israele. Netanyahu ha dichiarato che i documenti mostrano che "sempre più paesi, governi e leader del Medio Oriente capiscono che il programma nucleare iraniano è una minaccia."[96]
- Il Presidente del Consiglio Silvio Berlusconi, quando è stato informato del contenuto dei documenti sul suo conto, ha riso della cosa trovandola del tutto priva di fondamento o riscontro reale.[97] Del tutto opposta invece è stata la reazione del ministro italiano degli esteri, Franco Frattini, che considerava la pubblicazione dei documenti "l'11 settembre della diplomazia internazionale"[98].
- Un portavoce del Foreign Office britannico ha detto che "condanniamo qualsiasi immissione non autorizzata di informazioni riservate, proprio come condanniamo le perdite di materiale classificato nel Regno Unito, che possono danneggiare la sicurezza nazionale e mettere a rischio vite umane"[99].
- Il primo ministro russo Vladimir Putin ha avvertito gli Stati Uniti di "Non ficcare il naso nei nostri affari" dopo la pubblicazione dei documenti. Inoltre ha definito "calunnioso" soprannominare lui come "alpha dog" e "Batman" e il presidente Medvedev come "Robin".[100] Il ministro degli esteri russo, Sergej Lavrov, ha definito la fuga di documenti riservati una "divertente lettura" e ha aggiunto che "in politica pratica terremo in considerazione le azioni dei nostri partner".[101]
- Il primo ministro turco, Recep Tayyip Erdoğan, ha dichiarato: "Prima di tutto vediamo che altro c'è sul sito web. Dopodiché vedremo se c'è qualcosa di grave. La sincerità di WikiLeaks è dubbia"[102].
- Il presidente venezuelano, Hugo Chávez, ha dichiarato: "Devo congratularmi con la gente di WikiLeaks per la loro audacia e il loro coraggio. Qualcuno dovrebbe studiare la stabilità mentale della signora Clinton, il minimo che può fare è dimettersi, insieme agli altri delinquenti che lavorano nel Dipartimento di Stato degli Stati Uniti".

### Vault 7
Il 7 marzo 2017 incomincia a essere pubblicata sul sito una serie di file relativi alla CIA, classificati con il nome in codice Vault 7
. La prima parte completa della serie, chiamata "Year Zero", contiene 8.761 documenti riservati e rappresenta il più grande leak di informazioni riservate della CIA.

Si parla di diverse centinaia di milioni di linee di codice, che includono malware, trojan, virus e altri exploit, utilizzati al fine di spiare dispositivi di vario genere, Smartphone (inclusi Apple iOS e Google Android), Personal Computer, ma anche TV smart, browser web (inclusi Firefox, Google Chrome e Microsoft Edge) e software di vario genere come messaggistica e sistemi operativi come Microsoft Windows, macOS, e Linux.
 La seconda parte dei file, Dark Matter, viene caricata sulla piattaforma il 23 marzo 2017 e comprende una dettagliata documentazione dei sistemi di hackeraggio degli iPhone e dei Mac della Apple. Il 31 marzo compare, invece, la terza sezione chiamata Marble, composta da 676 file di codice sorgente del Marble Framework, utilizzato dalla CIA per ostacolare gli investigatori forensi e le società di anti-virus, impedendo di risalire al creatore di virus e malware. I 27 file sul Grasshopper Framework escono invece il 7 aprile e svelano il funzionamento del codice usato per installare malware sui computer Windows. Sono documenti tecnici che illustrano come il software CIA permetta di automatizzare l'installazione del codice malevolo sul PC da sorvegliare, permettendo di infettare successivamente un gran numero di computer senza essere costretti a un'installazione ad hoc ogni volta. Grasshopper, inoltre, riesce a verificare in anticipo la tipologia di antivirus presente nel computer da attaccare, scegliendo così il malware più adatto.